# Laurence Rosenthal
Laurence Rosenthal (* 4. November 1926 in Detroit, Michigan, USA) ist ein US-amerikanischer Komponist für Filmmusiken.

## Leben
Laurence Rosenthal absolvierte die Eastman School of Music und studierte bei Nadia Boulanger zwei Jahre Komposition in Paris. Auch führte ihn sein Werdegang nach Salzburg, wo er als Dirigent am Mozarteum engagiert wurde. Im Zweiten Weltkrieg kämpfte Rosenthal in der United States Air Force und konnte so dank seines Talents, zum Komponisten für Aufklärungs- und Propagandafilme der US-Armee aufsteigen.
Nach dem Krieg ließ sich Rosenthal in New York City nieder, und begann, für Theaterstücke die Musiken zu komponieren. 1955 debütierte Rosenthal als Komponist seines ersten Spielfilms, des US-Westerns Yellowneck. Rosenthal gilt als gefragter Komponist, der in seiner über 50 Jahre dauernden Karriere für über 110 Filme und Fernsehserien komponierte. Er war zweimal für den Oscar, und ebenso oft für den Golden Globe Award nominiert – eine Auszeichnung blieb ihm jedoch stets verwehrt.
2006 wurde er von der American Society of Composers, Authors, and Publishers mit einem ASCAP Award für sein Lebenswerk geehrt.

## Filmografie (Auswahl)

### Spielfilme
- 1957: Nackend in der Sonne (Naked in the Sun)
- 1961: Ein Fleck in der Sonne (A Raisin in the Sun)
- 1962: Licht im Dunkel (The Miracle Worker)
- 1963: Becket (Becket)
- 1971: Rivalen des Todes (A Gunfight)
- 1972: Der Mann von La Mancha (Man of La Mancha)
- 1975: Mit Dynamit und frommen Sprüchen (Rooster Cogburn and the Lady)
- 1976: Der Mann, den sie Pferd nannten – 2. Teil (The Return of a Man Called Horse)
- 1976: Die 21 Stunden von München (21 hours at Munich)
- 1977: Die Insel des Dr. Moreau (The Island of Dr. Moreau)
- 1978: Verstecktes Ziel (Brass Target)
- 1978: Dreckige Hunde (Who’ll Stop the Rain)
- 1979: Meteor (Meteor)
- 1980: Der Tag, an dem Christus starb (The Day Christ Died)
- 1980: Terror in New York (The Revenge of the Stepford Wives)
- 1981: Kampf der Titanen (Clash of the Titans)
- 1983: …und wenn der letzte Reifen platzt (Heart Like a Wheel)
- 1988: Agent ohne Namen (The Bourne Identity)
- 1988: FBI: Schonungslos
- 1990: Stauffenberg – Verschwörung gegen Hitler (The Plot to Kill Hitler)
- 1991: Die Strauß-Dynastie (The Strauss Dynasty)
- 1992: American Inferno (The Fire Next Time)
- 1995: Katharina die Große (Catherine the Great)
- 1996: Der Mann, der Eichmann jagte (The Man, Who Captured Eichmann)
- 1999: Wer Sturm sät (Inherit the Wind)
- 2000: A Time For Dancing

### Fernsehserien
- 1978–1983: Fantasy Island (Fantasy Island)
- 1986: Peter der Große (Peter the Great, Miniserie)
- 1992–1993: Die Abenteuer des jungen Indiana Jones (The Young Indiana Jones Chronicles)

## Auszeichnungen
- 1965: Nominiert für den Oscar in der Kategorie „Beste Filmmusik“ für: Becket (Becket)
- 1965: Nominiert für den Golden Globe Award in der Kategorie „Beste Filmmusik“ für: Becket (Becket)
- 1972: Nominiert für den Golden Globe Award in der Kategorie „Bester Filmsong“ für: The African Elefant
- 1973: Nominiert für den Oscar in der Kategorie „Beste Filmmusik“ für: Der Mann von La Mancha (Man of La Mancha)

Zudem war Rosenthal zwölfmal für den Emmy nominiert und konnte sieben der Fernsehpreise für sich beanspruchen.